# Тайный совет Англии
Тайный совет Англии (англ. Privy Council of England), известный также как «Достопочтенный тайный совет Его/Её Величества», лат. concilium familiare, concilium privatum et assiduum — государственный орган, консультировавший суверена Английского королевства. Его членами были высокопоставленные члены Палаты лордов и Палаты общин, а также ведущие церковные деятели, судьи, дипломаты, военачальники. Тайный совет был могущественным учреждением. Он ведал вопросами осуществления королевских прерогатив и предоставления королевских хартий, издавал специальные распоряжения, выполнял судебные функции. Совет сформировался к XIII веку, в 1708 году был заменён Тайным советом Великобритании.

## История совета
Во время правления Нормандской династии (1066—1135) английский монарх получал консультации по разным вопросам от своей курии, в которой были магнаты, князья церкви и чиновники. Курия постоянно поддерживала прямой контакт с королём, а временами расширялась до общего собрания магнатов («великого совета», лат. magnum concilium). Она участвовала в рассмотрении важных судебных дел, но при Генрихе II (1154—1189) судебные функции перешли к двум судам, заседавшим в Вестминстер-холле.
К 1237 году королевская курия формально разделилась на два отдельных совета, королевский совет и парламент (на практике такое разделение произошло раньше). Королевский совет работал постоянно, руководил повседневной деятельностью королевской администрации и мог издавать специальные распоряжения. В его состав входили ближайшие советники монарха, несколько баронов, высшие должностные лица государства и королевского двора, клерки, секретари и другие специальные советники (часто монахи и рыцари). Состав советников стал важнейшей политической темой при Генрихе III (1216—1272): оппозиция пыталась увеличить своё представительство в этом органе власти, в 1258 году она заставили Генриха принять Оксфордские провизии, которые передавали власть совету, сформированному из 15 баронов. В ходе Второй баронской войны полномочия вернулись короне.
При Эдуарде I (1272—1307) королевский совет начал играть важную роль в разработке законопроектов и их предоставлении парламенту для ратификации. Сильные монархи часто использовали этот орган, чтобы обходить суды и парламент. Например, комитет совета, ставший позже Судом Звёздной палаты, в XV веке получил право без классической судебной процедуры приговаривать к любому наказанию, кроме смертной казни. При Генрихе VIII (1509—1547) монарх получил возможность по рекомендации совета издавать законы путём простого провозглашения. После смерти этого короля монополия парламента в законодательных вопросах была восстановлена, королевский совет, формально сохраняя за собой законодательные и судебные функции, стал в основном административным органом.
К концу правления Эдуарда VI в 1553 году совет включал 40 членов, но монарх опирался на более узкий круг советников, который позже превратился в кабинет министров. При Елизавете I (1558—1603) этот орган получил официальное название «Достопочтенный тайный совет королевского величества», причём слово «тайный» в этом случае предполагало не секретность, а принадлежность или преимущественную связь совета с одним лицом — монархом.
С 1603 года король Англии был одновременно королём Шотландии, но в обоих королевствах по-прежнему существовали отдельные тайные советы. Английский совет был упразднён в ходе революции вместе с монархией и Палатой лордов. Его восстановил Карл II сразу после своего возвращения на престол в 1660 году, но и этот король предпочитал полагаться на узкий круг советников. В 1707 году Англия и Шотландия объединились в новое королевство, Великобритания, и оба тайных совета были упразднены британским парламентом. С 1708 года в Лондоне заседает единый Тайный совет Великобритании.